# Edmond-Jules Pennequin
Pour les articles homonymes, voir Pennequin.
Edmond-Jules Pennequin (Lille, 18 mars 1876 - Montrouge, 13 mai 1925) est un graveur et illustrateur français.

## Biographie
Né le 18 mars 1876 à Lille, fils d'un prote travaillant pour le quotidien le Grand Écho du Nord, Edmond-Jules Pennequin entre en 1894 aux Beaux-arts de Lille, avec comme professeurs le graveur Alphonse Leroy et le peintre Pharaon de Winter. Élève brillant, remarqué pour ses prouesses en dessin, ainsi que pour ses traductions par le burin, il décroche une bourse qui lui permet de poursuivre ses études aux Beaux-arts de Paris, où il fréquente les classes du peintre Léon Bonnat et du graveur Jules Jacquet. Il tente le prix de Rome en gravure en 1898 et obtient le second grand prix. Il décroche le prix Chenavard l'année suivante.
Principalement buriniste d'interprétation, il expose au Salon des artistes français dès 1898. Sa dernière apparition au salon date de 1922.
Pennequin a illustré de nombreux ouvrages de bibliophilie et produit des gravures pour des revues illustrées comme la Gazette des Beaux-Arts ou L'Art. Il eut entre autres comme élève Victor-Valéry Lochelongue, devenu aquafortiste.
Il meurt à Montrouge en mai 1925.

## Œuvre

### Conservation
- Auxonne, château d'Auxonne, Bonaparte dans la foule, eau-forte d'après René Antoine Vinchon[6].
- Paris, ENSBA, Faune dansant. Figure dessinée d'après l'antique, dessin à la pierre noire, 1899[7].

### Illustrations d'ouvrages en gravure
- Les comédiens français dans les cours d'Allemagne au XVIIIe siècle de Jean-Jacques Olivier, Paris, Société française d'imprimerie et de librairie, 1901-1905.
- Anacréon édité par Jérôme Doucet, dessin de Louis Édouard Fournier, Paris, André Ferroud, 1903.
- Les Trois Comédies de l'amour, compositions de Louis Édouard Fournier, Maurice Leloir et Adrien Moreau, Paris, F. Ferroud, 1905.
- Sainte Euphrosine d'Anatole France, illustrations et encadrements de Louis Édouard Fournier, gravures sur bois de L. Marie, Paris, F. Ferroud, 1906.
- La Matrone d'Éphèse de Pétrone, frontispice de Louis Édouard Fournier, Paris, Maurice Glomeau, 1911.
- La Petite Fadette de George Sand, avec 12 aquarelles de Robaudi gravées en couleurs, Paris, F. Ferroud, 1912.
- Rolla d'Alfred de Musset, frontispice dessiné par Guillonnet, ornements décoratifs de Léon Lebègue, Paris, F. Ferroud, 1912.
- Poèmes barbares de Leconte de Lisle, 100 dessins de Raphaël Freida gravés, Paris, A. Romagnol, 1914.
- Mademoiselle de Maupin de Théophile Gautier, compositions de Serge de Solomko gravées à l'eau-forte, Paris, Librairie des amateurs, 1914.
- Aux flancs du vase d'Albert Samain, 26 compositions de Serge de Solomko gravés à l'eau-forte, Paris, F. Ferroud, 1922.